# Gyroporus
Gyroporus Quél., 1886 è un genere di funghi basidiomiceti appartenente alla famiglia Gyroporaceae.

## Tassonomia

### Sinonimi
- Coelopus Bataille, Bull. Soc. Hist. nat. Doubs 15: 32 (1908)
- Leucobolites Beck, Z. Pilzk. 2: 142 (1923)
- Leucoconius Beck, Z. Pilzk. 2: 146 (1923)
- Suillus P. Karst., Bidr. Känn. Finl. Nat. Folk 37: v, 1 (1882)

## Specie diGyroporus
La specie tipo è Gyroporus cyanescens (Bull.) Quél., le altre specie incluse sono:
- Gyroporus biporus Murrill (1945)
- Gyroporus brunneofloccosus T.H. Li, W.Q. Deng & B. Song (2003)
- Gyroporus castaneus (Bull.) Quél. (1886)
- Gyroporus earlei Murrill (1921)
- Gyroporus fumosiceps Murrill (1943)
- Gyroporus heterosporus Heinem. & Rammeloo (1951)
- Gyroporus longicystidiatus Nagas. & Hongo (2001)
- Gyroporus malesicus Corner (1972)
- Gyroporus microsporus (Singer & Grinling) Heinem. & Rammeloo (1979)
- Gyroporus phaeocyanescens Singer & M.H. Ivory (1983)
- Gyroporus pseudomicrosporus M. Zang (1986)
- Gyroporus punctatus Lj.N. Vassiljeva (1950)
- Gyroporus purpurinus (Snell) Singer (1946)
- Gyroporus roseialbus Murrill (1938)
- Gyroporus subalbellus Murrill (1910)
- Gyroporus tuberculatosporus M. Zang (1996)